# République slovaque (1939-1945)
Pour le pays actuel, voir Slovaquie.
1939–1945
(6 ans et 22 jours)
Entités précédentes :
- Tchécoslovaquie
- Pologne

Entités suivantes :
- Royaume de Hongrie (1939)
- Tchécoslovaquie (1945)

La République slovaque est un État satellite de l'Allemagne nazie créé le 14 mars 1939 à la suite du démantèlement de la Tchécoslovaquie. Dans l'historiographie, ce régime formellement indépendant est désigné sous le nom d'État slovaque (Slovenský štát).

## Vers l'indépendance

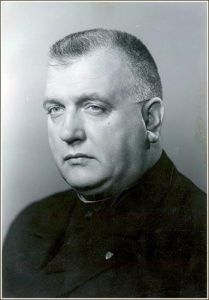
Jozef Tiso.

### Une autonomie sous pression allemande
Dans ce contexte, les représentants slovaques au parlement de Prague obtiennent l'autonomie pour la Slovaquie.
Ainsi, Jozef Tiso, prêtre catholique dirigeant d'un parti nationaliste, le Parti du peuple slovaque, devient le Premier ministre du gouvernement autonome slovaque, proclamé le 7 octobre 1938, le premier jour de la démobilisation de l'armée tchécoslovaque.
Ce nouveau statut est validé par l'adoption par le parlement de Prague de la réforme constitutionnelle le 19 novembre 1938.

### Le Premier arbitrage de Vienne
Le  2 novembre 1938, la Hongrie annexe une bande le long de sa frontière avec la Tchécoslovaquie : Les territoires annexées, en vertu du premier arbitrage de Vienne, sont pour leur plus grande part située en Slovaquie, notamment dans la plaine danubienne où vivait une importante communauté hongroise.
Dans le même temps, les Polonais occupent puis annexent la riche région industrielle de Teschen (Český Těšín), peuplée en grande partie par des Polonais.

### Indépendance
En  mars 1939, l'action des agents allemands et des séparatistes slovaques aboutit à une crise intérieure et une déclaration d'indépendance de la Slovaquie que le gouvernement tchécoslovaque de Prague tente d'empêcher par une intervention armée le  9 mars.
Le lendemain, Jozef Tiso, président du gouvernement autonome slovaque, est destitué par le gouvernement de Prague et remplacé par Karol Sidor. La crise trouve son dénouement le 14 mars, lorsque le parlement slovaque proclame l'indépendance de la Slovaquie, sur proposition de Jozef Tiso, le premier ministre destitué quelques jours plus tôt.
Le 15 mars, lors de l'occupation de Prague par les troupes allemandes, l'indépendance est proclamée.

## Indépendance de façade
Juste avant l'invasion de la Tchécoslovaquie, le 13 mars 1939, et l'intégration de la Bohême et de la Moravie au Reich, Hitler invite Tiso à Berlin et le presse de proclamer l'indépendance de la Slovaquie, faute de quoi Hitler le menace de soutenir un partage de la Slovaquie entre la Pologne et la Hongrie. Tiso convoque alors la Diète du Pays slovaque (Slovenský snem), qui approuve l'indépendance le 14 mars, faisant du nouvel État le premier État client du Reich,, et de Tiso son chef du gouvernement.

### Occupation étrangère
Le 16 mars 1939, les troupes allemandes occupent la partie Ouest de la Slovaquie afin de contrôler l'axe de communication reliant la capitale Bratislava et le bassin industriel de la région du Váh, stratégique en raison de la présence de ses usines d'armement. Parallèlement à cette occupation, Hermann Göring souhaite contrôler, et construire, les bases aériennes de l'armée tchécoslovaque, fournissant ainsi à la Wehrmacht des moyens pour mener une action offensive en Galicie, alors polonaise, et en Ukraine.
Les troupes hongroises occupent le 23 mars 1939 la Ruthénie subcarpatique, soit 1 697 km2 de territoire dans la partie orientale du pays. Peu après, la Hongrie reconnaît la nouvelle république, mais un litige territorial portant sur la nouvelle frontière dégénère vite en conflit armé. À l'issue de cette guerre slovaquo-hongroise (également connue sous le nom de Petite Guerre), la Hongrie annexe finalement la lisière orientale de la Slovaquie.

### Une alliance germano-slovaque précoce
Dès le premier jour de son indépendance, la nouvelle république se trouve placée dans la sphère d'influence allemande.
Ainsi, le 18 mars 1939, un « traité de protection », signé à Munich, subordonne formellement au Reich la politique slovaque dans les domaines économique, militaire et diplomatique. Ainsi, bien que bénéficiant, contrairement au Protectorat de Bohême-Moravie, d'une véritable autonomie, la République slovaque reste pendant toute son existence très dépendante de l'Allemagne nazie. Ce traité permet également à l'Allemagne de légaliser a posteriori la présence de la Wehrmacht dans la partie occidentale de la république. Cependant, ces volontés de contrôle se heurtent aux velléités d'indépendance du gouvernement slovaque, hostile à une stricte tutelle du Reich sur le pays nouvellement indépendant
De plus, la politique de rapprochement germano-soviétique du printemps et de l'été 1939, parachevée par la signature du pacte germano-soviétique du 23 août 1939, renforce indirectement les liens entre les Slovaques et le Reich ; en effet, comme ses voisins polonais, roumains et hongrois, le gouvernement slovaque craint davantage l'expansionnisme soviétique que les visées politiques et économiques allemandes.
La victoire allemande à l'Ouest renforce les ambitions allemandes dans le pays : la nomination d'un nouveau premier ministre plus germanophile est imposée à Jozef Tiso, tandis que la représentation allemande présente à Bratislava est renforcée par des experts économiques et politiques et confiée à Manfred von Killinger, diplomate membre de la SA.
Enfin, le 24 novembre 1940, la république adhère au pacte tripartite, resserrant davantage ses liens avec le Reich.

## Le régime de Tiso

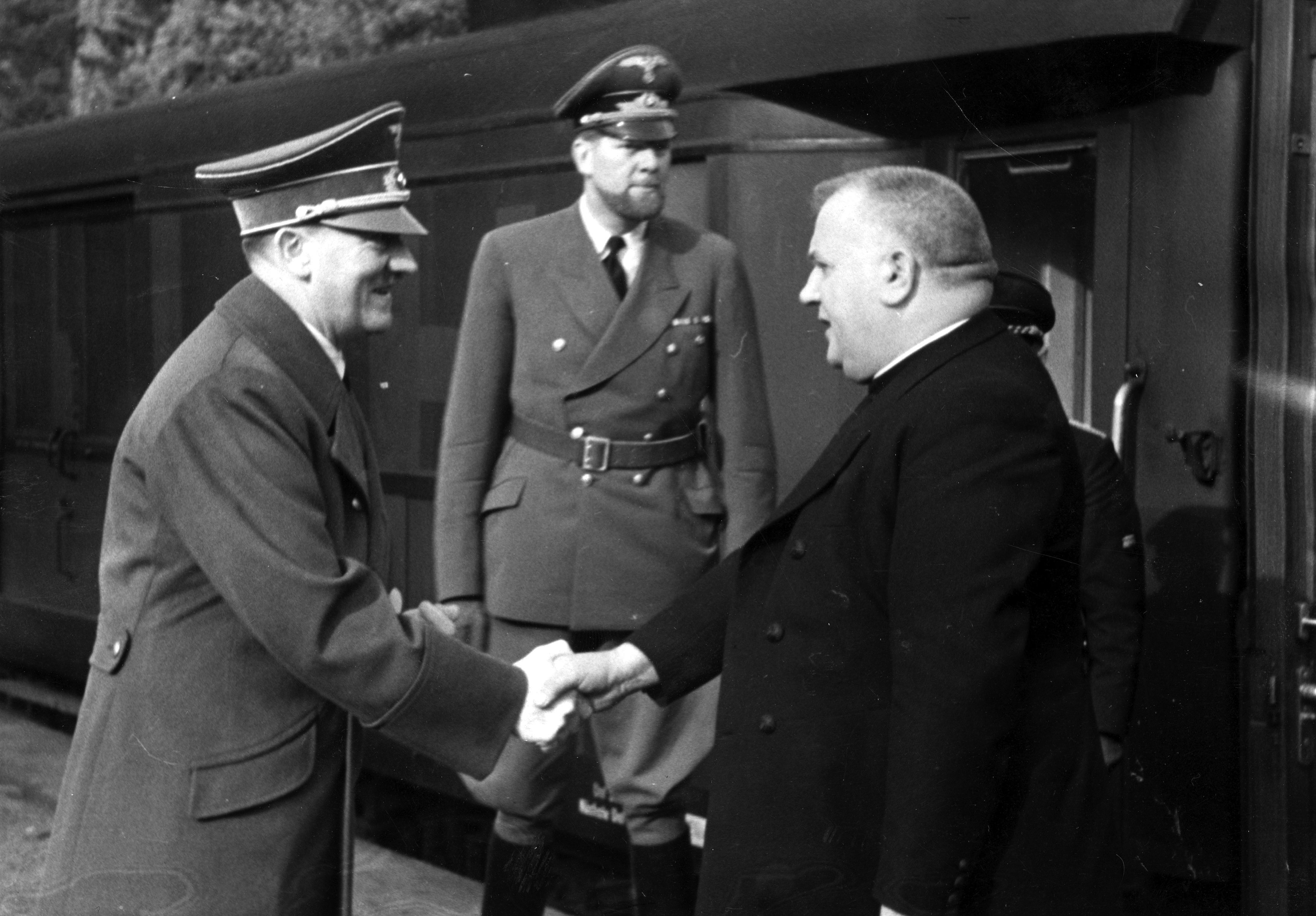
Jozef Tiso et Adolf Hitler en 1941.

Le 26 octobre 1939, à la suite de la promulgation d'une nouvelle constitution, Jozef Tiso devient le président de la République. Vojtech Tuka le remplace alors à la tête du gouvernement. Le parlement, appelé Diète de la République slovaque, est théoriquement élu pour cinq ans, mais aucune élection n'aura jamais lieu. Un Conseil d'État tient lieu de chambre haute. L'exécutif consiste en un gouvernement de huit ministres.

### Constitution
Michel Laran définit la République slovaque comme un « État totalitaire et corporatiste », dans l'article Tchécoslovaquie publié en 2000 dans l'Encyclopædia Universalis. Les communistes le qualifient de « clérical-fasciste ». De fait, le nationalisme slovaque de cette époque est très fortement teinté de catholicisme. Ses deux grandes figures, Andrej Hlinka - mort en 1938 - et Tiso sont des prêtres catholiques. Seul, le Parti populaire slovaque (rebaptisé Parti populaire slovaque de Hlinka, du nom de son fondateur) est autorisé, à l'exception de petits partis représentant les minorités allemande Zipser et hongroise. Le gouvernement décrète un certain nombre de lois antisémites, excluant les Juifs de la vie publique dans un premier temps et les livrant à l'Allemagne dans un deuxième temps.

### Liens avec l'Église
Le nouveau régime est dès le départ marqué par la proximité avec l'Église catholique, conférant au Vatican une certaine influence dans les décisions de Tiso et son gouvernement.

### Population
85 % des 2 650 000 habitants de la nouvelle république sont Slovaques, les 15 % restant étant constitué de Hongrois, de Juifs, d'Allemands et de Roms. 50 % de la population vivent de l'agriculture. La capitale, Bratislava compte plus de 120 000 habitants.
Cette première république slovaque promeut l'enseignement et la culture slovaques : une académie des sciences slovaque est fondée en 1942, de nombreuses universités et lycées sont créés, la littérature et la culture slovaque se développent en lieu et place du cosmopolitisme et du panslavisme de l'État tchécoslovaque fondé sur le droit du sol.

### Vie politique
Le Parti populaire slovaque est divisé en deux tendances : celle de Monseigneur Tiso est surtout constitués de conservateurs qui ont pour idéal un état autoritaire et religieux, l’autre est beaucoup plus ouvertement fasciste et inspirée par les nazis allemands. Ils ont pour idéal un État slovaque fondé sur le droit du sang. Ils sont plus antisémites que l'entourage de Mgr Tiso et chasseraient volontiers tous les Tchèques du pays. Leur principale organisation est la « Garde de Hlinka » (Hlinkova garda). Leurs représentants au gouvernement sont le Premier ministre Vojtech Tuka et le ministre de l'intérieur Alexander Mach. C'est essentiellement par antibolchévisme que ces deux tendances ont pu faire alliance.
En juin 1940, à la faveur de la défaite française, le Reich impose un remaniement ministériel et la nomination du très germanophile Vojtech Tuka au poste de premier ministre
Dans un pays relativement prospère à cette époque où le reste de l'Europe est à feu et à sang, la population soutient plutôt la tendance Tiso. Les Allemands ont commencé par soutenir Tuka, mais finalement, ils se satisfont de Tiso qui garantit aux Allemands le calme à leur frontière.

## Alignement sur la politique allemande

### La Slovaquie, acteur de la Seconde Guerre mondiale (1939-1945)
Le « Traité de protection » germano-slovaque conduit la Slovaquie à rejoindre les forces de l'Axe et à entrer en guerre contre la Pologne.
Ensuite, Josef Tiso adhère pour son pays au Pacte tripartite le 24 novembre 1940, renforçant le contrôle allemand, à la fois sur le pays et sur la région. Cette adhésion est renforcée par l'autorisation de transit sur le territoire slovaque d'unités de la Wehrmacht destinées à être déployées en Roumanie, alors engagée dans une escalade diplomatique avec la Hongrie.
La Slovaquie déclare aussi la guerre à l'Union soviétique le 23 juin 1941, dans l'espoir de recouvrer une partie des territoires cédés à la Hongrie en 1938 et 1939. La République participe au conflit en envoyant deux divisions sur le Front de l'Est, employées dans la sécurisation des arrières du groupe d'armées Sud : ces unités obligent les généraux allemands à veiller constamment qu'elles ne soient pas engagées à proximité d'unités hongroises, tant l'animosité est grande entre les Slovaques et les Hongrois.
Dans le cadre de sa participation à l'opération Barbarossa, la Slovaquie adhère également, le 25 novembre 1941, au renouvellement pour cinq ans du Pacte anti-Komintern, élaboré et signé par l’Allemagne nazie et l’empire du Japon cinq ans plus tôt, dans un contexte marqué par une forte rivalité avec la Hongrie ; en effet, le gouvernement slovaque escompte de son alignement inconditionnel sur la politique allemande un traitement de faveur lors du règlement du conflit.
Disposant d'un budget ordinaire de trois milliards de couronnes, la Slovaquie consent à d'énormes sacrifices financiers pour faire face aux exigence du conflit avec l'URSS : en effet, en 1942, le budget militaire est porté à 500 millions de couronnes ; cette situation génère à la fois un déficit du budget de l’État et une forte inflation, déficit et inflation que le gouvernement combat en mettant en place une fiscalité particulière à destination des Juifs de Slovaquie.
Le 23 août 1944, lorsque la Roumanie déclare la guerre à l'Allemagne, les armées soviétiques et roumaines avancent vers l'ouest de mille kilomètres, et attaquent la Hongrie.

### La persécution des Juifs de Slovaquie
Peu après l'indépendance, la République slovaque met en œuvre un certain nombre de mesure à l'encontre des quelque 88 951 Juifs recensés le 15 décembre 1940 sur son territoire.
Les premières mesures antisémites, mises en place par l'ordonnance du 18 avril 1939, un mois après l'indépendance fournissent des éléments de définition juridique et comprennent deux volets principaux : l'expropriation des 12 300 Juifs qui possèdent une entreprise et la révocation des fonctionnaires juifs. des responsables du régime ayant lié « question juive » et question sociale, l'ordonnance stipule la nécessaire déclaration des actifs détenus par les Juifs, prélude à la nationalisation et à la distribution des biens agricoles. Rapidement, la déportation des Juifs de Slovaquie vers le Gouvernement général est envisagée.
En août 1940, un envoyé d'Eichmann, Dieter Wisliceny, travaille à faire passer dans le droit slovaque, les mesures antisémites du droit allemand, : est ainsi mis en place, à Bratislava, un service économique central, destiné à collecter les informations économiques sur la minorité juive : 11 500 (sur 12 000) entreprises juives sont ainsi aryanisées, jusqu'en 1942.
L'entrée en guerre de la Slovaquie aux côtés du Reich crée davantage encore de besoins financiers qui sont appelés à être couverts par la création d'une fiscalité particulière, dont le rendement réel s'avère en décalage avec les attentes, puis par la spoliation des avoirs, préalablement bloqués, détenus par des Juifs Slovaques dans les banques du pays.
La Garde de Hlinka commence à agresser les Juifs et un « Code juif » (Loi 105 du 9 septembre 1941) est promulgué. Très similaire aux Lois de Nuremberg en vigueur dans le Reich allemand, le code oblige les Juifs à porter un brassard jaune, interdit les mariages mixtes et exclut les Juifs de certaines professions. Dans ce code, la définition du Juif se rapproche des conceptions raciales des nazis. Le Vatican proteste alors en faisant remarquer que la législation est contraire aux principes de l'Église.
Les camps de travail forcé font leur apparition à l'automne 1941, alors que la plupart des Juifs ont perdu leur emploi. Une organisation centrale juive, la Judenzentrale ou Ústredna Židov (ÚŽ) réunit tous les Juifs.  Les Juifs sont ainsi astreints au travail obligatoire et sont déportés dans des camps de travail, dont le plus important se situe alors à Novaky.
En octobre 1941, 15 000 Juifs sont expulsés de Bratislava. En fait, 5 000 d'entre eux, détenteurs d'un permis de travail, sont autorisés à rester. Les autres prennent le chemin des camps de travail forcé.
Dès juin 1940, le gouvernement slovaque avait promis d'envoyer 120 000 travailleurs en Allemagne, mais en octobre 1941, ils ne sont que 80 000 et en novembre 1941, la situation du travail s'étant améliorée en Slovaquie, le gouvernement slovaque propose de remplacer les travailleurs slovaques manquants par des Juifs. Après la Conférence de Wannsee, en janvier 1942, les nazis allemands du Reichssicherheitshauptamt proposent aux autorités slovaques de déporter tous les Juifs slovaques sur le territoire du Reich moyennant une redevance de 500 Reichsmarks par tête, correspondant aux frais de « logement, nourriture, habillement et reconversion ». La totalité de la somme correspond environ à 80 % de ce que le gouvernement slovaque a réussi à soutirer aux Juifs par les diverses mesures d'expropriation.[réf. souhaitée]
Les déportations vers l'Allemagne commencent en mars 1942, en partie pour faire face  la pression foncière dans la capitale. Au sein de l'ÚŽ, le service de l'émigration, dirigé par Gisi Fleischmann, aide les juifs à s'enfuir (voir : Groupe de travail (réseau de résistance)). 7 000 parviennent à se réfugier en Hongrie. Plusieurs milliers tentent d'échapper à la déportation en se convertissant au christianisme. Mgr Tiso accorde ainsi 2 000 grâces présidentielles (disposition rendue possible par la loi) en particulier aux Juifs baptisés.
À partir de juin 1942, le gouvernement slovaque se montre moins coopératif pour déporter les Juifs vers l'Allemagne. À cette date, 52 000 Juifs ont déjà été déportés, mais il en reste encore entre 30 000 et 35 000. Plusieurs raisons expliquent ce revirement slovaque : 
- la redevance fixée par les Allemands est élevée[21] ;
- un certain nombre de Juifs sont indispensables à la marche du pays ;
- les interventions du Vatican sont de nature à faire fléchir un État dont le président est un prêtre catholique.

Dès le début des déportations, des notes du Vatican au Premier ministre Tuka expliquent que les Juifs ne sont pas envoyés dans l'ex-Pologne pour y travailler, mais pour y être exterminés. En pratique, les déportations sont stoppées jusqu'en octobre 1944.
Au total, 70 000 Juifs auront été déportés par les autorités allemandes ou slovaques. Environ 65 000 ne reviendront jamais.
L'historien slovaque Ivan Kamenec rappelle dans un article paru en mars 2007 dans un grand quotidien slovaque que : « La première République de Slovaquie est le seul État non occupé par l'Allemagne à avoir déporté par ses propres moyens ses citoyens juifs dans des camps. Les premiers convois de jeunes hommes et femmes sont partis sous le couvert de 'travail'. Dès avril 1942, on enfermait des familles entières — vieillards et enfants inclus — dans des wagons à bestiaux. De mars à octobre 1942, 57 convois transportant plus de 57 000 personnes ont été organisés et deux tiers de la population juive a été déportée. Seule une petite centaine de personnes a survécu aux camps de concentration. C'est l'élite politique de l'époque qui porte la responsabilité politique et morale de ce crime. Ce n'était pas seulement une tragédie pour les victimes ; les conséquences touchent la société entière, qui est encore aujourd'hui traumatisée. »

## Disparition

### Révoltes
Les insurrections de l'été 1944 constituent le prolongement logique de l'implantation de mouvements de résistance à la mise en place de la dictature en 1939.
Dans un premier temps privés de base populaire, les mouvements de résistance sociaux-démocrates, agrariens et de tendance tchécoslovaque privilégient les actions de noyautage de l'administration, le développement de filières d'évasion de prisonniers de guerre et de travailleurs forcés.
Le 29 août, la direction centrale de la résistance lance une insurrection. Le 1er septembre suivant, la direction centrale de la résistance slovaque proclame à Banská Bystrica la souveraineté de l'État tchécoslovaque en Slovaquie. Le soulèvement est renforcé par la présence d'ouvriers en fuite originaires de l'ensemble de l'Europe, déportés de force dans le Reich, amalgamés au sein de la brigade Stefanik, et renforcés par des déserteurs de l'armée de la république slovaque.
Rapidement, en octobre, les Allemands multiplient les assauts, obligeant les résistants à se disperser dans les montagnes ; les résistants s'y maintiennent jusqu'en janvier suivant, puis sont amalgamés au sein de l'armée tchécoslovaque refondée.

### Défaite du Reich
À la fin de l'année 1944, les troupes allemandes et hongroises refluent sous la poussée des troupes soviétiques, roumaines et tchécoslovaques arrivant par l'est. Le 4 avril 1945, les troupes soviétiques entrent dans Bratislava, matérialisant la fin de la conquête de la République slovaque.
Le 5 avril, Edvard Beneš, président du gouvernement tchécoslovaque en exil, forme un gouvernement de coalition symbolisant ainsi la restauration de la Tchécoslovaquie.